# Euplexidia angusta
Euplexidia angusta är en fjärilsart som beskrevs av Yoshimoto 1987. Euplexidia angusta ingår i släktet Euplexidia och familjen nattflyn. Inga underarter finns listade i Catalogue of Life.